# Nachlasspflegschaft
Die Nachlasspflegschaft (§ 1960 BGB) ist eine durch das Nachlassgericht angeordnete Pflegschaft zur Sicherung des Nachlasses, insbesondere durch Bestellung eines Nachlasspflegers, die bis zur Annahme der Erbschaft oder bis zur Ermittlung eines Erben erfolgen kann. Auch nach Inkrafttreten des FamFG am 1. September 2009 bedurfte die Bestellung des Nachlasspflegers neben der Beauftragung auch seiner förmlichen Verpflichtung durch das Nachlassgericht nach § 1789 in Verbindung mit § 1962 BGB. Letzteres ist zum 1. Januar 2023 entfallen, die Wirksamkeit des Bestellungsbeschlusses ist seither ausreichend, § 168a Abs. 2 FamFG iVm. § 340 FamFG.

## Voraussetzung unbekannter Erbe
„Unbekannt“ im Sinne der Vorschrift sind die Erben auch dann, wenn sie aus rechtlichen Gründen nicht ohne umfangreiche Ermittlungen vom Nachlassgericht festgestellt werden können. Eine für die Bestellung eines Nachlasspflegers ausreichende Unklarheit über den endgültigen Erben besteht auch dann, wenn noch ein Verfahren auf gerichtliche Vaterschaftsfeststellung des Erblassers betrieben wird, sofern für die Vaterschaft eine gewisse Wahrscheinlichkeit spricht. Hierbei dürfen im Hinblick auf den vorübergehenden Charakter von Sicherungsmaßnahmen keine zu hohen Anforderungen gestellt werden.
Sobald der Erbe ermittelt ist, wird die Nachlasspflegschaft aufgehoben. Hierbei kommt es nicht auf eine absolut sichere Klärung der Erbfolge an, sondern es reicht aus, dass keine nennenswerten Zweifel an der Erbenstellung der ermittelten Person bestehen.

## Antrag auch durch Gläubiger
Auch ein Nachlassgläubiger kann beim Nachlassgericht die Bestellung eines Nachlasspflegers beantragen (§ 1961 BGB). Bei einem dürftigen oder mittellosen Nachlass kann die Anordnung der Nachlasspflegschaft nicht davon abhängig gemacht werden, dass der antragstellende Gläubiger die Gerichtskosten vorschießt.
Die Bestellung eines Nachlasspflegers auf Antrag eines Gläubigers setzt nicht voraus, dass der Anspruch sogleich gerichtlich geltend gemacht werden soll. Es genügt, dass der Gläubiger den Anspruch zunächst außergerichtlich verfolgen möchte. Die Voraussetzungen des § 1961 BGB sind regelmäßig gegeben, wenn der Erbe unbekannt ist und der Vermieter des Verstorbenen einen Ansprechpartner benötigt, um die Kündigung des Mietvertrages auszusprechen und die Räumung der Mietwohnung erreichen zu können. Die Nachlasspflegschaft für die unbekannten Erben kann bei anstehender Räumung der Mietwohnung nicht auf die Beendigung des Mietverhältnisses beschränkt werden.

## Aufgaben
Der Nachlasspfleger ist gesetzlicher Vertreter des bzw. der unbekannten Erben und hat u. a. die Aufgabe, diese/n zu ermitteln und die Nachlassangelegenheit abzuwickeln (Kontakt mit den Nachlassgläubigern, Bezahlung der Bestattungskosten, Beendigung und Abwicklung des Wohnraummietverhältnisses mit dem Erblasser usw.).
In diesem Rahmen hat der Nachlasspfleger auch ein berechtigtes Interesse zur Einsicht in Personenstandsurkunden bei den Standesämtern (§ 62 Abs. 1 PStG). Der Nachlasspfleger kann die Erbenermittlung einem professionellen Erbenermittler übertragen, wenn er zuvor alle erforderlichen und zumutbaren Maßnahmen zur Ermittlung der Erben selbst unternommen hat und hierbei erfolglos blieb. Bei verfrühter Einschaltung ist er den Erben schadensersatzpflichtig. Einer nachlassgerichtlichen Genehmigung zur Einschaltung des Erbenermittlers bedarf es nicht.

## Nachlasspfleger und Bestattung
Das Landessozialgericht Hessen und das Landessozialgericht Berlin-Brandenburg haben festgestellt, dass ein Nachlasspfleger keinen Anspruch der unbekannten Erben auf Übernahme der Bestattungskosten nach § 74 SGB XII gegenüber dem Träger der Sozialhilfe geltend machen kann. In beiden Fällen hat der Nachlasspfleger die Bestattung veranlasst und begehrte die Begleichung dieser Kosten durch den Träger der Sozialhilfe. In beiden Fällen wurden diese Anträge abgewiesen.
Beide Landessozialgerichte bestätigten, dass lediglich die Erben gemäß § 1968 BGB zur Tragung der Bestattungskosten verpflichtet sind. Mithin kommt es sozialhilferechtlich nicht darauf an, ob der Erblasser sozialhilfebedürftig war, sondern lediglich darauf, ob die Erben Anspruch auf Sozialhilfe haben. Bei unbekannten Erben sind jedoch die Voraussetzungen der Sozialhilfe nicht zu klären. Auch kann der Nachlasspfleger diese Ansprüche nicht geltend machen, da der Wirkungskreis der Nachlasspfleger lediglich die Vertretung der Erben in Bezug auf den Nachlass umfasst. Der Nachlasspfleger kann nicht eigene Ansprüche der Erben, wie etwa den Anspruch auf Sozialhilfe, geltend machen. Diesen Anspruch müssen die Erben selbst verfolgen.

## Nachlassverbindlichkeiten
Der Nachlasspfleger ist zur Begleichung von Nachlassverbindlichkeiten berechtigt und gegebenenfalls verpflichtet, wenn so Schäden oder unnötige Prozesse und Kosten vermieden werden. Die Nachlasspflegschaft dient zwar grundsätzlich nicht der Befriedigung der Nachlassgläubiger, da sie zum Schutz der Erben angeordnet ist. Ist der Nachlasspfleger aber mit der Sicherung und Verwaltung des Nachlasses betraut, gehört es insbesondere zu seinen Pflichten, den Nachlass zu erhalten und zu verwalten sowie die Vermögensinteressen der künftig festzustellenden Erben wahrzunehmen. Welche Maßnahmen insoweit zweckmäßig sind, entscheidet der Nachlasspfleger nach pflichtgemäßem Ermessen.
In diesem Zusammenhang kann er aus Mitteln des Nachlasses und unter Berücksichtigung der beschränkten Erbenhaftung Verbindlichkeiten des Nachlasses erfüllen, wenn dies zur Erhaltung des Nachlasswertes geboten ist, denn er darf den Nachlass nicht der Gefahr eines aussichtslosen, mit Kosten verbundenen Rechtsstreits aussetzen. Dazu kann er auch Nachlassgegenstände veräußern. Zu den zu begleichenden Verbindlichkeiten können auch Rückforderungsansprüche des Sozialhilfeträgers (§ 102 SGB XII) und der Landeskasse nach § 1836e BGB gehören (wenn für den Verstorbenen zu Lebzeiten eine rechtliche Betreuung angeordnet war). Der Nachlasspfleger ist auch zur Abgabe der Erbschaftsteuererklärung verpflichtet (§ 31 Abs. 6 ErbStG). Stellt der Nachlasspfleger verspätet einen Insolvenzantrag, macht er sich gegenüber dem Nachlass u. U. schadensersatzpflichtig. Der Schaden kann dann in einer vor Antragstellung entnommenen Nachlasspflegervergütung bestehen.

## Vergütung
Der Nachlasspfleger wird bei beruflicher Pflegschaftsführung nach dem Vormünder- und Betreuervergütungsgesetz (VBVG) vergütet, wobei nach § 1888 BGB Abweichungen gegenüber den dortigen Vergütungsstundensätzen möglich sind. Bei einer ehrenamtlichen Führung der Pflegschaft besteht nur Anspruch auf Aufwendungsersatz (§ 1877 BGB).
Berufsmäßige Nachlasspfleger, die ihre Tätigkeiten zur Abwicklung des Nachlasses vergütet haben wollen, müssen nach Zeitaufwand abrechnen. Eine minutengenau Abrechnung ist aber nicht erforderlich. Ausreichend ist, dass die Angaben die Feststellung der ungefähren Größenordnung ermöglichen und Grundlage einer gegebenenfalls durchzuführenden Schätzung entsprechend § 287 ZPO sein können. Der Beschluss, durch den die Vergütung des Nachlasspflegers gegen den Erben festgesetzt ist, ist ein Vollstreckungstitel nur gegen den Nachlass, nicht gegen das Vermögen, das der Erbe außer dem Nachlass hat.
Für die Vergütung des Nachlasspflegers bei vermögendem Nachlass sind die Stundensätze im Grundsatz unabhängig von den Festlegungen des VBVG anhand der Kriterien des § 1888 Abs. 2 BGB zu bestimmen. Maßgeblich sind danach die für die Führung der Pflegschaftsgeschäfte nutzbaren Fachkenntnisse des Pflegers sowie der Umfang und die Schwierigkeit der Pflegschaftsgeschäfte.
Die nach Ausbildungsgrad gestaffelten Stundensätze in § 3 Abs. 1 VBVG können auch eine taugliche Orientierungshilfe – Anhaltspunkt im Sinne von Mindestsätzen – für die Bemessung der Stundensätze bei der Vergütung eines berufsmäßigen Nachlasspflegers im Falle eines vermögenden Nachlasses darstellen. Sie können nach den für die Vergütung des Nachlasspflegers in § 1888 Abs. 1 Satz 2 BGB festgelegten Kriterien überschritten werden. Die Heranziehung einer auf dieser Grundlage von der Rechtsprechung entwickelten gestaffelten Tabelle, in der nutzbare Fachkenntnisse und Schwierigkeit der Aufgabe angemessen berücksichtigt sind, ist deshalb nicht zu beanstanden. Das OLG Thüringen sah 2013 gestaffelte Netto-Stundensätze zwischen 35,-- und 115,-- Euro als angemessen an. Aufgrund der im Lauf der Jahre eingetretenen Steigerung der Lebenshaltungskosten sind nach der Rechtsprechung seit 2022 Netto-Stundensätze für einen anwaltlichen Berufsnachlasspfleger von 120,-- bei einer einfachen, 147,-- Euro bei eine mittelschwierigen und 173,-- Euro bei einer schwierigen Nachlasspflegschaft zuzuerkennen.
Die Vergütung des Nachlasspflegers richtet sich nach § 1888 Abs. 1 Satz 2 BGB (und nicht nach § 3 VBVG), soweit der Nachlass zur Deckung der Vergütung ausreicht. Allein der vom Nachlass nicht gedeckte Teil der Vergütung ist nach den Sätzen für unbemittelte Nachlässe zu bemessen.
Der Beschluss über die Vergütung eines Nachlasspflegers ist zu begründen. Die Interessen der unbekannten Erben sind im Festsetzungsverfahren bei einem nicht mittellosen Nachlass durch Bestellung eines Verfahrenspflegers zu wahren.
Die 15-monatige Ausschlussfrist (§ 2 VBVG) gilt auch für Vergütungsansprüche von Nachlasspflegern. Es ist aber möglich, pauschal für alle künftigen Vergütungsanträge eine Verlängerung der Frist zu beantragen.
Das Nachlassgericht ist bei der Festsetzung der Vergütung nicht an die zwischen dem Nachlasspfleger und dem Erbe abgeschlossene Vergütungsvereinbarung gebunden. Diese ist insoweit für das gerichtliche Festsetzungsverfahren unwirksam. Der Einwand mangelhafter Amtsführung ist gegenüber der Festsetzung der Vergütung für den Nachlasspfleger durch das Nachlassgericht ausgeschlossen.
Ist ein Nachlasspfleger wegen Untreue zu Lasten des von ihm zu verwaltenden Nachlasses verurteilt worden, ist ein etwaiger Vergütungsanspruch allerdings verwirkt.

## Abwesender Erbe
Wenn der Erbe bekannt und nur sein Aufenthalt unbekannt ist, kommt es stattdessen zur Abwesenheitspflegschaft.